# Storsøya
Storsøya est une île norvégienne du comté de Hordaland appartenant administrativement à Austevoll.

## Description
Rocheuse et couverte d'arbres, elle s'étend sur environ 1,125 km de longueur pour une largeur approximative de 576 m.